# Johann Heinrich Jugler
Johann Heinrich Jugler (ur. 21 września 1758 w Lüneburgu, zm. 27 maja 1812 tamże) – lekarz, etnograf niemiecki.
Studiował w Getyndze. Był od 1809 lekarzem okręgowym w Lüneburgu. Uznawany za prekursora badań nad językiem połabskim. Korzystając z prac między innymi Johanna Parum Schultzego i Domeiera zestawił i przygotował do wydania słownik tego języka. Pracę nad tą publikacją ukończył w 1809, nie zdołał jednak oddać jej do druku. Rękopis zakupiła biblioteka uniwersytetu w Getyndze. Opublikowany w połowie XX wieku, przez dłuższy czas stanowił podstawowe źródło na temat połabskiego.